# Miss Minas Gerais 2012
O concurso que elegeu a Miss Minas Gerais 2012, aconteceu no dia 8 de agosto de 2012, no Museu Inimá de Paula, em Belo Horizonte. A vencedora foi Thiessa Sickert, representante do município de Uberaba.
O Miss Minas Gerais 2012 contou com mais de 100 candidatas, pois pela primeira vez a inscrição foi liberada também para aquelas que não tivessem sido eleitas misses municipais, ou seja, todas as meninas que se enquadrassem no regulamento (idade, estado civil, etc) puderam se inscrever.
No final das contas o site oficial apresentou 103 candidatas que passaram por uma primeira fase, que classificou apenas 25 delas.
Na noite de sábado, 4 de agosto, essas 25 candidatas foram avaliadas por um corpo de jurados técnicos e renomados (palavras da organização do concurso) que escolheram apenas 5 (cinco) para a fase final.

## Colocações
| Posição                | Município e Candidata                |
| Miss Minas Gerais 2012 | - Uberaba - Thiessa Sickert          |
| 2º. Lugar              | - Uberlândia - Thay Lima             |
| 3º. Lugar              | - Nepomuceno - Lilioze "Lily" Amaral |
| 4º. Lugar              | - Belo Horizonte - Renata Johnson    |
| 5º. Lugar              | - Divinópolis - Andreza Gato         |